# Vladimír Hriňák
Vladimír Hriňák (Pozsony, 1964. február 25. – 2012. július 25.) szlovák nemzetközi labdarúgó-játékvezető.

## Pályafutása

### Nemzeti játékvezetés
A játékvezetésből 1982-ben vizsgázott, 1992-ben lett az I. Liga játékvezetője. Az aktív nemzeti játékvezetést 2009-ben fejezte be.

### Nemzetközi játékvezetés
A Szlovák labdarúgó-szövetség Játékvezető Bizottsága (JB) terjesztette fel nemzetközi játékvezetőnek, a FIFA 1993-tól tartotta nyilván bírói keretében.
Nyelvtudásának, szakmai felkészülésének köszönhetően több nemzetek közötti válogatott – világ- és európa-bajnoki selejtezőt – és többféle besorolású klubmérkőzést – Bajnokok Ligája, UEFA-kupa – vezetett. A FIFA az UEFA Játékvezető Bizottsága nagy világtornára nem hívta meg, de az előselejtezőkben rendszeresen szerepelt. A szlovák nemzetközi játékvezetők rangsorában, a világbajnokság-Európa-bajnokság sorrendjében a 2. helyet foglalja el 12 találkozó szolgálatával. Az aktív nemzetközi játékvezetést 2009-ben a FIFA 45 éves korhatárát elérve búcsúzott. Válogatott mérkőzéseinek száma: 21.

#### Világbajnokság

##### 2002-es labdarúgó-világbajnokság

###### Selejtező mérkőzés
| Időpont           | Helyszín                 | Mérkőzés típusa           | Mérkőzés                | Eredmény | Nézők száma |
| ----------------- | ------------------------ | ------------------------- | ----------------------- | -------- | ----------- |
| 2001. március 28. | Hadsereg Stadion, Szófia | előselejtező (3. csoport) | Bulgária–Észak-Írország | 4 : 3    | 15 600      |

##### 2006-os labdarúgó-világbajnokság

###### Selejtező mérkőzés
| Időpont          | Helyszín                           | Mérkőzés típusa           | Mérkőzés                    | Eredmény | Nézők száma |
| ---------------- | ---------------------------------- | ------------------------- | --------------------------- | -------- | ----------- |
| 2004. október 9. | Şükrü Saraçoğlu Stadion, Isztambul | előselejtező (2. csoport) | Törökország–Kazahsztán      | 4 : 0    | 39 900      |
| 1971. február 3. | GSP Stadion, Nicosia               | előselejtező (7. csoport) | Belgium–Bosznia-Hercegovina | 4 : 1    | 36 700      |

##### 2010-es labdarúgó-világbajnokság

###### Selejtező mérkőzés
| Időpont           | Helyszín                     | Mérkőzés típusa           | Mérkőzés                    | Eredmény | Nézők száma |
| ----------------- | ---------------------------- | ------------------------- | --------------------------- | -------- | ----------- |
| 2008. október 15. | Skonto Stadion, Riga         | előselejtező (2. csoport) | Lettország–Izrael           | 1 : 1    | 7 100       |
| 1971. február 3.  | Bilino Polje Stadion, Zenica | előselejtező (5. csoport) | Bosznia-Hercegovina–Belgium | 2 : 1    | 13 800      |
| 2009. október 14. | Croke Park Stadion, Dublin   | előselejtező (8. csoport) | Írország–Montenegró         | 0 : 0    | 50 212      |

#### Európa-bajnokság
Írország  rendezte az 1994-es U16-os labdarúgó-Európa-bajnokságot, ahol a FIFA/UEFA JB bíróként foglalkoztatta.
Az európai-labdarúgó torna döntőjéhez vezető úton Angliába a X., az 1996-os labdarúgó-Európa-bajnokságra valamint Belgiumba és Hollandiába a XI., a 2000-es labdarúgó-Európa-bajnokságra az UEFA JB játékvezetőként foglalkoztatta.

##### 1996-os labdarúgó-Európa-bajnokság

###### Selejtező mérkőzés
| Időpont         | Helyszín                    | Mérkőzés típusa           | Mérkőzés               | Eredmény | Nézők száma |
| --------------- | --------------------------- | ------------------------- | ---------------------- | -------- | ----------- |
| 1995. június 7. | Svangaskard Stadion, Toftir | előselejtező (8. csoport) | Feröer-szigetek–Skócia | 0 : 2    | 3 881       |

##### 2000-es labdarúgó-Európa-bajnokság

###### Selejtező mérkőzés
| Időpont            | Helyszín                      | Mérkőzés típusa           | Mérkőzés               | Eredmény | Nézők száma |
| ------------------ | ----------------------------- | ------------------------- | ---------------------- | -------- | ----------- |
| 1998. november 18. | Windsor Park Stadion, Belfast | előselejtező (3. csoport) | Észak-Írország–Moldova | 2 : 2    | 11 137      |

##### 2004-es labdarúgó-Európa-bajnokság

###### Selejtező mérkőzés
| Időpont             | Helyszín                     | Mérkőzés típusa            | Mérkőzés                | Eredmény | Nézők száma |
| ------------------- | ---------------------------- | -------------------------- | ----------------------- | -------- | ----------- |
| 2002. szeptember 8. | St.Jakob Park Stadion, Bázel | előselejtező (10. csoport) | Svájc–Grúzia            | 4 : 1    | 20 500      |
| 2003. szeptember 6. | Şefa Stadion, Baku           | előselejtező (9. csoport)  | Azerbajdzsán–Finnország | 1 : 2    | 7 500       |

##### 2008-as labdarúgó-Európa-bajnokság

###### Selejtező mérkőzés
| Időpont             | Helyszín                             | Mérkőzés típusa           | Mérkőzés           | Eredmény | Nézők száma |
| ------------------- | ------------------------------------ | ------------------------- | ------------------ | -------- | ----------- |
| 2006. szeptember 6. | S Darius & S Girenas Stadion, Kaunas | előselejtező (B. csoport) | Litvánia–Skócia    | 1 : 2    | 7 000       |
| 2007. március 24.   | Központi Stadion, Almati             | előselejtező (A. csoport) | Kazahsztán–Szerbia | 2 : 1    | 15 000      |

#### Nemzetközi kupamérkőzések

##### Bajnokok Ligája
A Bajnokok Ligája döntő mérkőzésen negyedik játékvezetőként szolgált.
| Időpont         | Helyszín                   | Mérkőzés típusa | Mérkőzés                        | Játékvezető  | Eredmény | Nézők száma |
| --------------- | -------------------------- | --------------- | ------------------------------- | ------------ | -------- | ----------- |
| 2008. május 21. | Luzsnyiki Stadion, Moszkva | döntő           | Manchester United FC–Chelsea FC | Ľuboš Micheľ | 1 : 1    | 67 310      |

##### Európa-liga
Utolsó nemzetközi mérkőzése.
| Időpont            | Helyszín                     | Mérkőzés típusa          | Mérkőzés                           | Eredmény | Nézők száma |
| ------------------ | ---------------------------- | ------------------------ | ---------------------------------- | -------- | ----------- |
| 2009. december 17. | Madrigal Stadion, Villarreal | G. csoport (2. mérkőzés) | Villarreal CF–FC Red Bull Salzburg | 0 : 1    | 6 500       |

## Sportvezetőként
Az aktív pályafutását befejezve a Pozsonyi Labdarúgó-szövetség, a Bratislava Football Association elnöke volt, a Játékvezető Bizottság oktatási vezetője, az UEFA Referee Conventionnek a menedzsereként több projektet  kezdeményezett.

## Magyar vonatkozások
| Időpont         | Helyszín                        | Mérkőzés típusa          | Mérkőzés               | Eredmény | Nézők száma |
| --------------- | ------------------------------- | ------------------------ | ---------------------- | -------- | ----------- |
| 2006. május 27. | Szusza Ferenc Stadion, Budapest | 807. válogatott mérkőzés | Magyarország–Új-Zéland | 2 : 0    | 3000        |